# Dave Szott
David Andrew Szott (Passaic, 12 dicembre 1967) è un ex giocatore di football americano statunitense che ha militato nel ruolo di offensive guard nella National Football League (NFL).

## Carriera
Szott al college giocò a football con i Penn State Nittany Lions dove vinse il campionato NCAA nel 1986 sotto la guida del leggendario allenatore Joe Paterno. Fu scelto nel corso del settimo giro (180º assoluto) del Draft NFL 1990 dai Kansas City Chiefs e fu l'ancora della linea offensiva della squadra negli anni novanta insieme a Tim Grunhard. Nel 1997 fu inserito nel First-team All-Pro dall'Associated Press e della Pro Football Writers Association. Nel 2001 passò ai Washington Redskins e chiuse la carriera nel 2002 e nel 2003 con i New York Jets.

## Palmarès
- First-team All-Pro

1997
- PFWA All-Rookie Team - 1990